# Jimmy Crack Corn (Eminem)
Singles de Eminem
You Don't Know
(2006) Crack a Bottle
(2009)
Singles par 50 Cent
You Don't Know
(2006) Straight to the Bank
(2007)
Jimmy Crack Corn est une chanson du rappeur américain Eminem, en collaboration avec 50 Cent ou Ca$his selon la version, tirée de l'album-mixtape Eminem Presents: The Re-Up sorti en 2006. La chanson est quant à elle sortie le 6 mars 2007. Écrite et composée par Eminem, 50 Cent et Luis Resto, produite par Eminem et Luis Resto, elle constitue le second single extrait de l'album. La chanson est distribuée par Shady Records, le label créé par Eminem et dont les membres composent les différentes chanson de l'album.

## Historique
La chanson n'est pas sortie hors des États-Unis et n'a pas bénéficié d'un clip vidéo. Malgré tout, le single s'est classé premier au Bubbling Under Hot 100 Singles, notamment grâce à de nombreux téléchargements. Le titre a également atteint la 77e place du Pop 100 pendant deux semaines non-consécutives. Ca$his apparaît dans une autre version de la chanson. La chanson fait référence à Jimmy Iovine, le président d'Interscope Records et à Mariah Carey.

## Liste des pistes
| No | Titre                                              | Auteur          | Producteur(s)      | Durée |
| -- | -------------------------------------------------- | --------------- | ------------------ | ----- |
| 1. | Jimmy Crack Corn (Feat. 50 Cent)                   | Eminem, 50 Cent | Eminem, Luis Resto | 3:54  |
| 2. | Jimmy Crack Corn (Ca$his Vocal Mix) (Feat. Ca$his) | Eminem, 50 Cent | Eminem, Luis Resto | 3:34  |

| No | Titre                                                  | Auteur          | Producteur(s)      | Durée |
| -- | ------------------------------------------------------ | --------------- | ------------------ | ----- |
| 1. | Jimmy Crack Corn (Cashis Vocal Mix) (version clean)    | Eminem, 50 Cent | Eminem, Luis Resto | 3:34  |
| 2. | Jimmy Crack Corn (Cashis Vocal Mix) (version explicit) | Eminem, 50 Cent | Eminem, Luis Resto | 3:34  |
| 3. | Jimmy Crack Corn (Cashis Vocal Mix) (instrumentale)    | Eminem, 50 Cent | Eminem, Luis Resto | 3:34  |
| 4. | Jimmy Crack Corn (Cashis Vocal Mix) (A cappella))      | Eminem, 50 Cent | Eminem, Luis Resto | 3:34  |

| No | Titre                                               | Auteur          | Producteur(s)      | Durée |
| -- | --------------------------------------------------- | --------------- | ------------------ | ----- |
| 1. | Jimmy Crack Corn (Feat. 50 Cent) (version edited)   | Eminem, 50 Cent | Eminem, Luis Resto | 3:46  |
| 2. | Jimmy Crack Corn (Feat. 50 Cent) (version explicit) | Eminem, 50 Cent | Eminem, Luis Resto | 3:54  |

## Classements hebdomadaires
| Classement (2007)                                       | Meilleure position |
| ------------------------------------------------------- | ------------------ |
| États-Unis - Bubbling Under Hot 100 Singles (Billboard) | 1                  |
| États-Unis - Pop 100 (Billboard)                        | 77                 |